# Codreni, Cimișlia
Codreni este satul de reședință al comunei cu același nume  din raionul Cimișlia, Republica Moldova.

## Demografie

### Structura etnică
Structura etnică a satului Codreni conform recensământului populației din 2004:
| Grup etnic                                               | Populație | % Procentaj  |
| -------------------------------------------------------- | --------- | ------------ |
| Băștinași declarați Moldoveni Băștinași declarați Români | 484 1     | 98,57% 0,20% |
| Ruși                                                     | 3         | 0,61%        |
| Ucraineni                                                | 3         | 0,61%        |
| Total                                                    | 491       |              |